# Мата

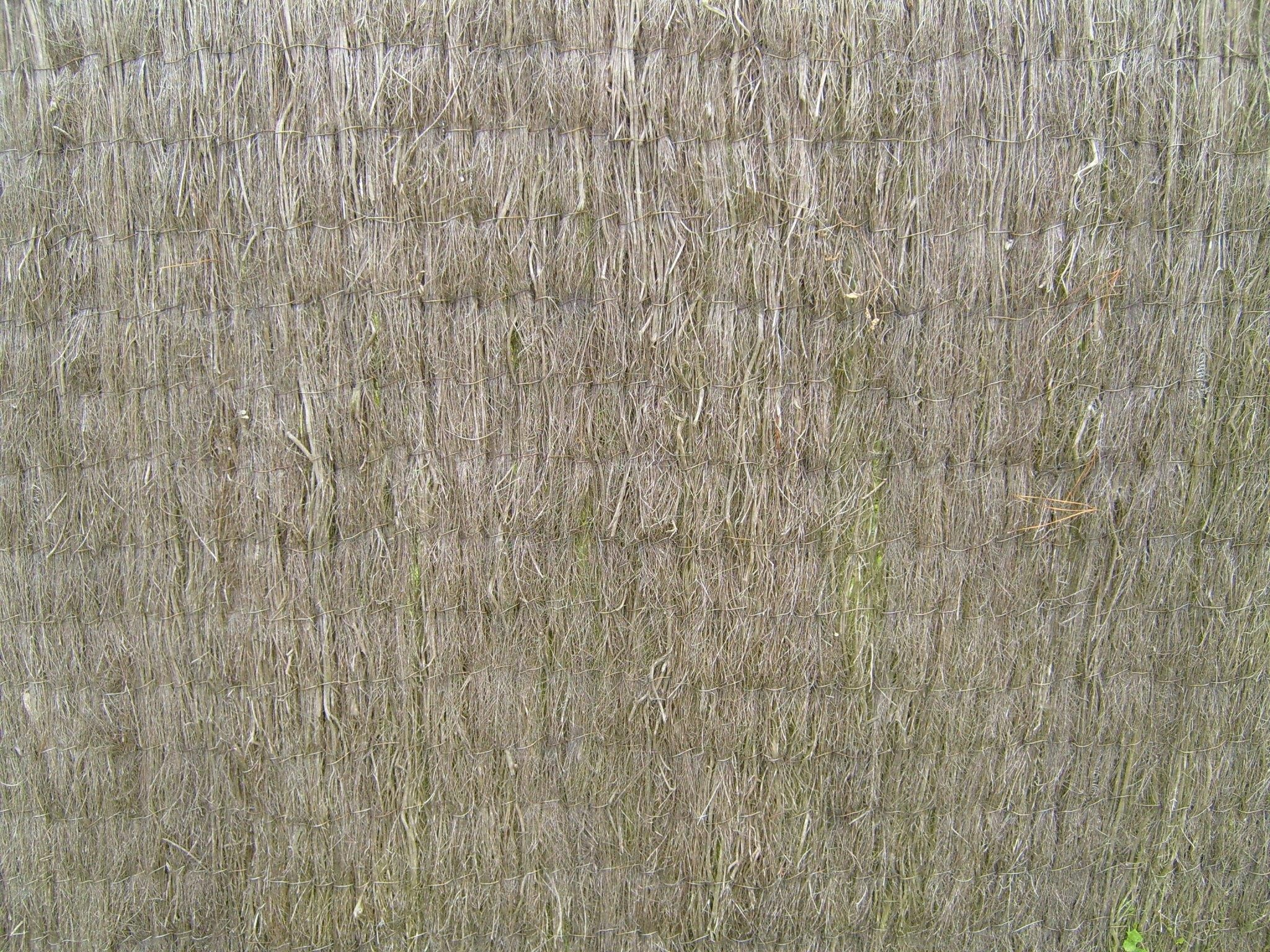
Солом'яна мата для даху

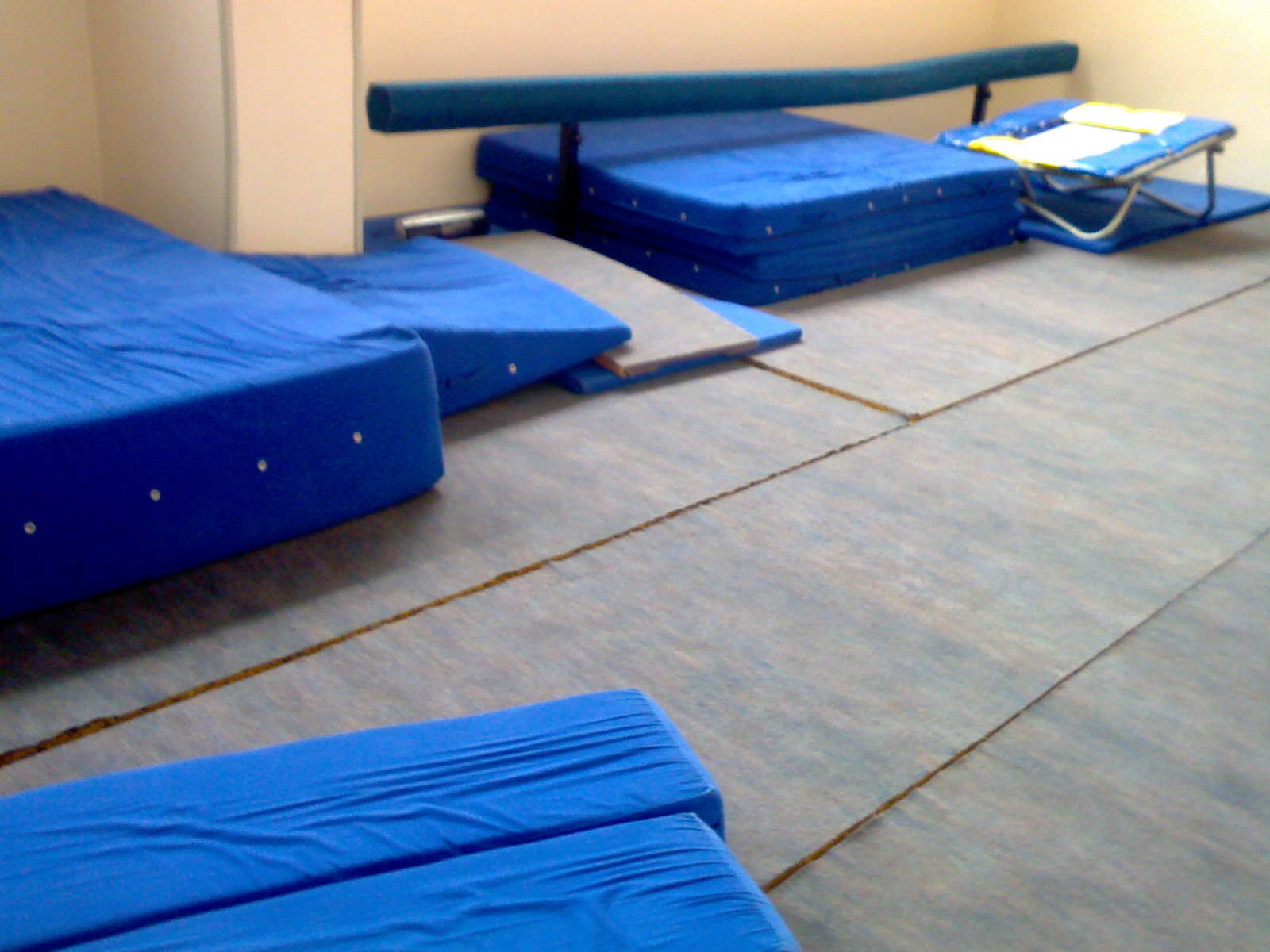
Гімнастична мата

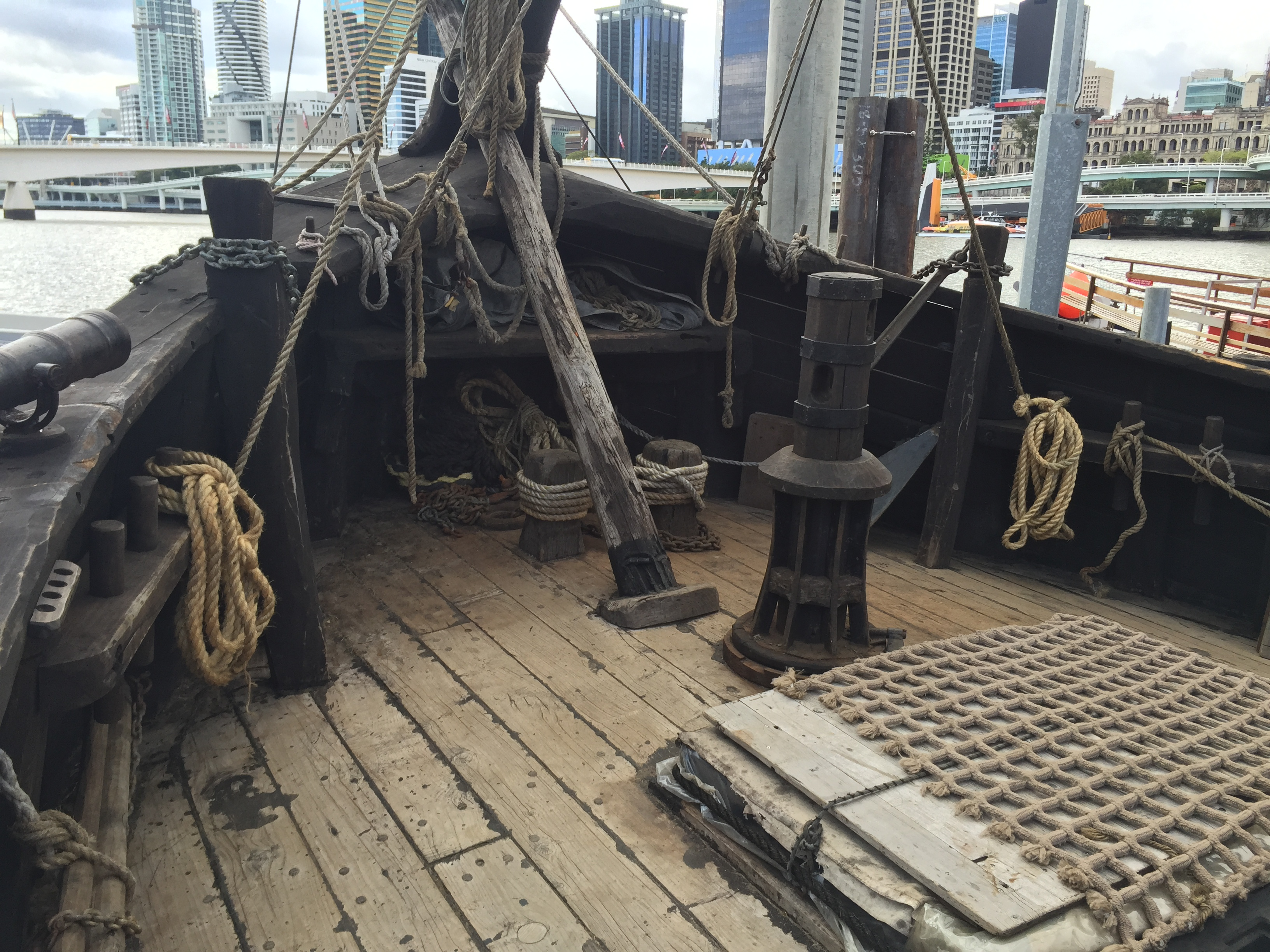
Морська мата на кришці люка

Ма́та (від лат. matta або італ. matta через пол. mata), цино́вка (рос. циновка, від цыновать — «дерти лико») — плетене солом'яне або очеретяне покривало, підстилка. Також — м'яка підстилка чи матрац, що захищає спортсмена від ударів під час падіння (так звана «гімнастична мата»).

## Морські мати
На військовому і цивільному флоті мата — килимок з прядива. Мати застосовуються для забивання пробоїн, гасіння пожеж, а також для підтримки чистоти на палубі і в унутрішніх приміщеннях. Залежно від способу виготовлення мати бувають плетені, шпиговані і ткані. Плетуть мати з плетінок (сплетених з троса плітей), зі шкімушки або сталок ворси. Ткана мата тчеться з білого або смоленого шкімушгару (шкімушкового ліня) за допомогою спеціальних інструментів — берда і трепала. Бердо (берда) нагадує примітивну ткацьку ремізу і має вигляд рами з чотирьох брусків, між довгими сторонами якої натягнуті шнури з вічками посередині. Троси шкімушгару основи натягують між двома рейками (аналогічними ткацьким навоям), а половину з них пропускають крізь вічка шнурів, половину між шнурами. Трос-утік кріплять до планки-човника і просилюють між тросами основи, ущільнюючи його трепалом (планкою близько 2 м завдовжки, із загостреною крайкою) замість ткацького берда. Розсування ниток основи проводиться так само, як і в бердечка для ткання поясів: переміщенням його догори-донизу. Шпигована мата рясно унизується ворсою (ткані мати зазвичай унизуються ворсою з манільського троса). Якщо шпигування виконується під час ткання, нитки основи обвивають тросом по паличці після кожного прокладання утокової нитки; наклавши таким чином кільки примотаних нитками до основи паличок, перерізають шлаги троса, що й утворюють ворсу. Плетені мати шпигують вже готовими, накладанням шлагів навколо прикладеної палички і з наступним їх перерізанням. Окрім того, шпиговану мату виготовляють іншим способом: з'єднуючи сусідні дві нитки основи короткими відрізками троса і випускаючи їхні вільні кінці на одну сторону. Виготовлені таким способом мати дуже щільні і міцні, але недоліками цього способу є високі витрати матеріалу і часу.